# Drapelul Laosului

Drapelul Regatului Laos (1952-1975)

Drapelul Protectoratului francez al Laosului (1893-1952)

Drapelul Laosului este drapelul național al Republicii Populare Democrate Laos. Acesta a fost adoptat la 2 decembrie 1975. Drapelul curent a fost folosit pentru prima dată în perioada 1945-1946 de guvernul separatist Lao Issara. El a fost apoi preluat de organizația separatistă și comunistă Pathet Lao, care a decis ca acesta să fie steagul național în timpul preluării puterii și proclamarea Republicii.
Drapelul este compus din trei dungi orizontale, benzile superioare și inferioare de culoare roșie, cea din mijloc de culoare albastră care are o lățime dublă față de oricare din cele două roșii. În centru se află un disc alb, al cărui diametru este egal cu 4/5 din înălțimea benzii albastre. 
Culoarea roșie reprezintă sângele vărsat pentru independență, iar albastrul reprezintă râul Mekong sau starea de sănătate a țării. Discul alb simbolizează luna peste râul Mekong sau unitatea țării sub guvernul comunist.

## Drapelul precedent
Din 1952 până la căderea monarhiei laoțiene în 1975, țara a avut un steag roșu, cu un elefant cu trei capete pe un piedestal de cinci trepte și acoperit de o umbrelă de soare de culoare albă. Elefantul alb este un simbol regal folosit în Asia de Sud-Est, iar cele trei capete reprezintă cele trei regate antice Vientiane, Luang Prabang și Champassak din care s-a format Laos. Umbrela alba este, de asemenea, un simbol regal, găsindu-și originile în Muntele Meru al filozofiei hinduse. Postamentul reprezintă legea, pe care este așezată țara.